# Гольгер Осієк
Гольгер Осієк (нім. Holger Osieck, нар. 31 серпня 1948, Дуйсбург) — німецький футболіст, що грав на позиції захисника. По завершенні ігрової кар'єри — тренер.

## Ігрова кар'єра
У дорослому футболі дебютував 1974 року виступами за команду клубу «Мюльгайм», в якій провів два сезони, взявши участь у 55 матчах чемпіонату. Більшість часу, проведеного у складі У складі, був основним гравцем захисту команди.
1977 року перейшов до клубу «Ванкувер Вайткепс». Граючи у складі «Ванкувер Вайткепс» також здебільшого виходив на поле в основному складі команди. Завершив професійну кар'єру футболіста 1977 року иступами за команду «Ванкувер Вайткепс».

## Кар'єра тренера
Розпочав тренерську кар'єру відразу ж по завершенні кар'єри гравця, 1977 року, очоливши тренерський штаб клубу «Ванкувер Вайткепс». 1991 року став головним тренером команди «Бохум», тренував бохумський клуб один рік.
Згодом протягом 1993—1995 років очолював тренерський штаб клубу «Фенербахче». 1999 року прийняв пропозицію попрацювати у збірній Канади. Залишив збірну Канади 2003 року.
Протягом тренерської кар'єри також очолював команди клубів «Урава Ред Даймондс» та «Коджаеліспор», а також входив до тренерського штабу збірної ФРН.
Останнім місцем тренерської роботи була національна збірна Австралії, головним тренером якої Гольгер Осієк був з 2010 по 2013 рік.

## Титули і досягнення
- Володар Кубка Туреччини (1):

«Коджаеліспор»: 1996-97
- Переможець Ліги чемпіонів АФК (1):

«Урава Ред Даймондс»: 2007
Збірні
- Переможець Золотого кубка КОНКАКАФ: 2000
- Бронзовий призер Золотого кубка КОНКАКАФ: 2002
- Срібний призер Кубка Азії: 2011